# Deutsche Staffelmeisterschaften

Logo des Deutschen Leichtathletik-Verbandes

Deutsche Staffelmeisterschaften im Laufsport sollten erstmals 2020 ausgetragen werden.

## Hintergrund
Der Deutsche Leichtathletik-Verband (DLV) entschied in seiner Verbandsratssitzung am 23. November 2018 in Darmstadt, die Meister in den Staffelwettbewerben erstmals für alle Altersklassen von der Jugend bis hin zu den Senioren in gemeinsamen Titelkämpfen zu ermitteln. Zuvor fanden im Hauptprogramm der Deutschen Leichtathletik-Meisterschaften neben mehreren Staffeln der Jugendklasse U20 (4 × 400, 3 × 800 und 3 × 1000 Meter) die Frauen- und Männerstaffeln über 4 × 100 und 4 × 400 Meter statt, ausgelagert waren die im Rahmen der deutschen Jugendmeisterschaften ausgetragenen Langstaffeln der Aktiven über 3 × 800 und 3 × 1000 Meter, um so den Startern auch die Teilnahme an den Einzelwettbewerben zu ermöglichen. Sonstige Staffeln in den Altersklassen waren Teil des jeweiligen nationalen Titelkampfes.
In diesem Zusammenhang wurde die Anzahl der Staffelwettbewerbe, in denen Deutsche Meisterschaften ausgetragen werden, erweitert. Die Übersicht ist unten unter Disziplinen zu finden.
Die ursprüngliche DLV-Entscheidung sah zunächst vor, bereits 2019 eigene Staffelmeisterschaften durchzuführen. Nach Protesten von Seiten der Vereine beschloss der DLV im Rahmen einer weiteren Verbandsratssitzung im Februar 2019, Staffelmeisterschaften erst ab 2020 einzuplanen. Die Staffeln, die Teil des in Berlin stattfindenden Hauptwettkampfes (Deutsche Leichtathletik-Meisterschaften 2019) gewesen wären, sollten im „Übergangsjahr 2019“ ursprünglich komplett im Rahmen der Deutschen U23-Meisterschaften Mitte Juni in Wetzlar durchgeführt werden, im Mai wurde auch diese Entscheidung revidiert und beschlossen, die 4-mal-100-Meter-Staffeln in Berlin zu belassen.

## Teilnahmebedingungen und Disziplinen
Für die Teilnahme gelten die üblichen Bedingungen des Deutschen Leichtathletik-Verbandes sowie je nach Disziplin und Altersgruppe in der Ausschreibung aufgelistete Mindestleistungen.
Neben den schon seit längerem durchgeführten Staffeln über 4 × 400 m (Männer und Frauen), 3 × 800 m (Frauen) und 3 × 1000 m (Männer), welche jeweils auch in den Altersklassen ausgetragen werden, wurde auch eine 4 × 400-m-Mixed-Staffel ins Programm aufgenommen. Mixed-Staffel bedeutet, dass in einer Mannschaft je zwei Frauen und zwei Männer starten.
Weitere Staffelwettbewerbe wie eine 4 × 200-m-Mixed-Staffel oder eine Medley-Staffel 400 - 300 - 200 - 100 Meter wurden zwar diskutiert, sind zunächst aber nicht Teil des Wettkampfprogramms. Die für einige Zeit im offiziellen Meisterschaftsprogramm anzutreffenden 4 × 800-m- und 4 × 1500-m-Staffeln der Männer wurden ebenfalls nicht wieder berücksichtigt.

## Staffelmeisterschaften
Aufgrund der COVID-19-Pandemie wurden die Staffelmeisterschaften 2020 und 2021 vom DLV abgesagt.
| Nr. | Jahr | Datum     | Ort                  | Austragungsstätte        | Ergebnisse |
| --- | ---- | --------- | -------------------- | ------------------------ | ---------- |
| –   | 2020 | abgesagt  | Bochum-Wattenscheid  | Lohrheidestadion         | –          |
| –   | 2021 | abgesagt  | Bochum-Wattenscheid  | Lohrheidestadion         | –          |
| 1.  | 2022 | 29. Mai   | Mainz                | Otto-Schott-Sportzentrum |            |
| 2.  | 2023 | 29. April | Bietigheim-Bissingen | Sportpark Ellental       |            |